# فا (نت موسیقی)

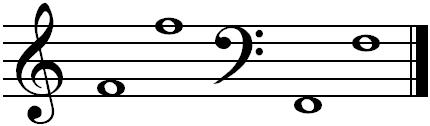
نُتِ فا

فا (به فرانسوی: fa، به انگلیسی و آلمانی: F) نام چهارمین نُت از هفت نُت اصلی موسیقی است. «می دیز» نت مترادف «فا» محسوب می‌شود. یک نت «فا» وسط یا (F4) بر اساس زیروبمی، فرکانسی معادل (۳۴۹٫۲۲۸ هرتز) را داراست.

## گام
گام‌ها بر پایه نت «فا» عبارتند از:
- فا ماژور: فا، سل، لا، سی بمل، دو، ر، می. فا.
- فا مینور تئوریک: فا، سل، لا بمل، سی بمل، دو، ر بمل، می بمل. فا.
- فا مینور هارمونیک: فا، سل، لا بمل، سی بمل، دو، ر بمل، می.فا.
- فا مینور ملودیک بالا رونده: فا، سل، لا بمل، سی بمل، دو، ر، می.فا.
- فا مینور ملودیک پائین رونده: فا، می بمل، ر بمل، دو، سی بمل، لا بمل، سل، فا.